# Every Six Seconds
Every Six Seconds é o segundo álbum de estúdio da banda Saliva, lançado a 27 de Março de 2001.
É o primeiro disco lançado sob o selo da gravadora Island Records.
Com este álbum a banda traz uma sonoridade mais pesada e um disco bem mais trabalhado do que o anterior.
O álbum atingiu o nº 56 da Billboard 200.

## Faixas
1. "Superstar" (Scott) - 4:03
2. "Musta Been Wrong" (D'Abaldo, Scott, Swinny) - 3:33
3. "Click Click Boom" (D'Abaldo, Marlette, Scott, Swinny) - 4:12
4. "Your Disease" (D'Abaldo, Scott, Swinny) - 4:00
5. "After Me" (D'Abaldo, Scott) - 3:52
6. "Greater Than/Less Than" (Marlette, Scott) - 4:50
7. "Lackluster" (Marlette, Scott) - 5:12
8. "Faultline" (Novotny, Scott) - 3:49
9. "Beg" (Novotny, Scott) - 3:40
10. "Hollywood" (Scott) - 3:50
11. "Doperide" (D'Abaldo, Scott, Swinny) - 3:26
12. "My Goodbyes" (Marlette, Scott) - 6:29

## Créditos
- Paul Crosby - Bateria
- Chris Dabaldo - Guitarra
- Dave Novotny - Baixo
- Josey Scott - Vocal
- Wayne Swinny - Banjo, guitarra, guitarra